# Theodor Friedl
Theodor Friedl (* 13. Februar 1842 in Wien; † 5. September 1900 in Kirchau, Niederösterreich) war ein österreichischer Bildhauer.

## Leben
Friedl studierte an der Wiener Akademie der bildenden Künste bei Anton Dominik Fernkorn. Sein Atelier befand sich in der ehemaligen Fürstlich-Dietrichsteinschen Reitschule in der Liechtensteinstraße 37 in Wien. Nach seinem Tode erhielt er auf dem Wiener Zentralfriedhof ein Ehrengrab. Das Porträtrelief stammt von L. Kosig.

## Leistung
Friedl schuf hauptsächlich Skulpturen und Bauplastik für Gebäude der Ringstraßenzeit. Außerhalb Wiens war er in Zusammenarbeit mit den Architekten Fellner und Helmer bei zahlreichen Theaterbauten in der Monarchie tätig.

## Werke (Auswahl)
- Bauplastik (Wien, Börse), 1877

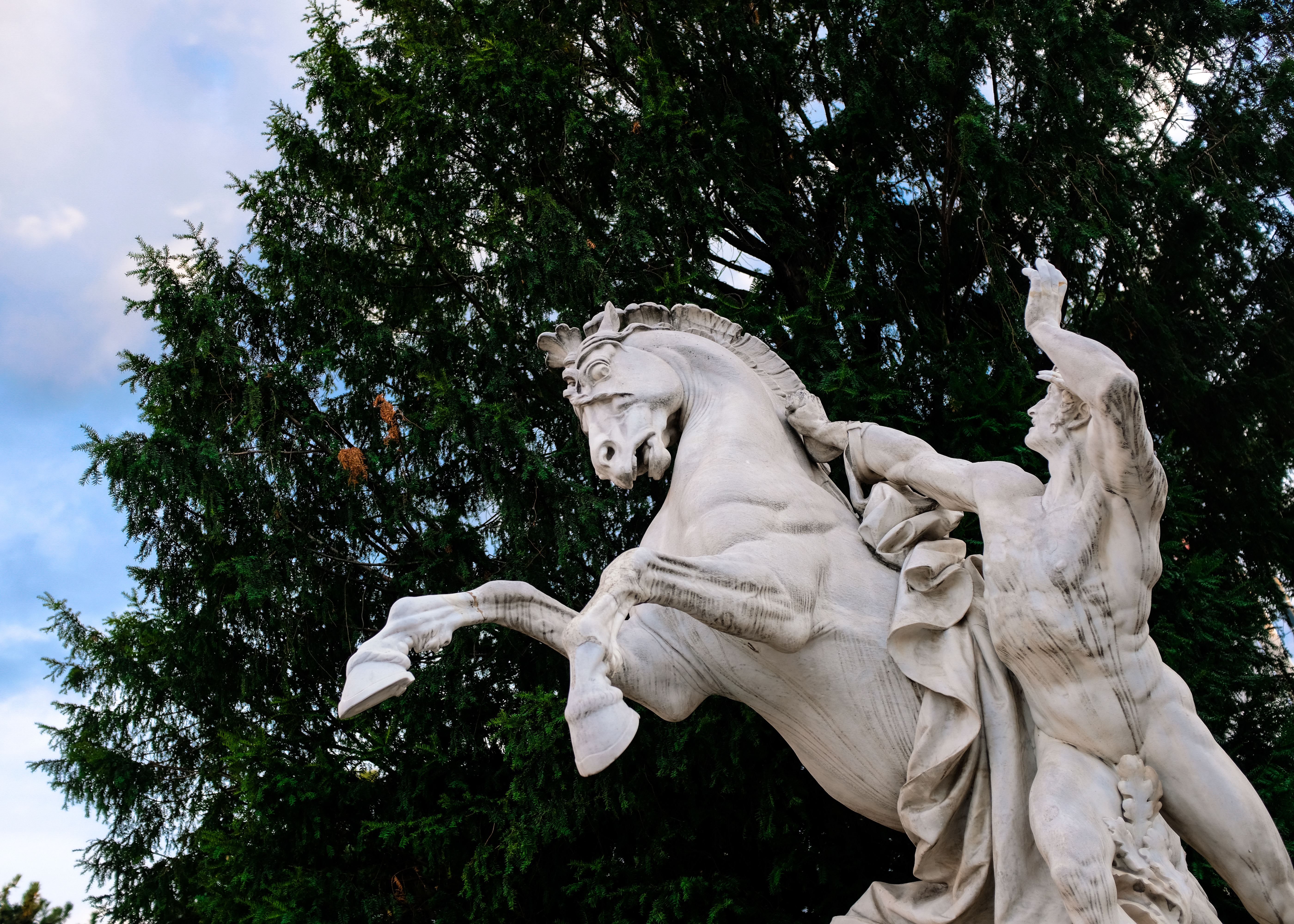
Eine der Marmorskulpturen aus der Rossebändigergruppe am Maria-Theresien-Platz

- Bauplastik (Wien, Arkadenhäuser Reichsratsstraße 9–11), 1880–1883
- Amor und Psyche (Wien, Österreichische Galerie Belvedere), um 1881–1882, Marmor, 192 cm
- Rossebändigergruppe (Wien, Maria Theresien Platz)
- Fassadendekor und Figurengruppe Kybele mit Löwen (Wien, Börse für landwirtschaftliche Produkte), 1888–1890
- Giebelrelief am Theater Unter den Linden (heute Komische Oper) in Berlin, 1891/1892.[1]